# Exposure (album)
Exposure er det eneste rock-soloalbum fra 1979 med guitaristen Robert Fripp, det eneste konstante medlem af den progressive rockgruppe King Crimson. Albummet består af kompositioner, der spænder fra hård rock, over ambient musik og ballader til musique concrète, og der er desuden bidrag fra en række musikere fra forskelligartede undergenrer indenfor populærmusikken i sidste halvdel af 1970'erne.
Efter at første runde med King Crimson var slut i 1974, flyttede Fripp til Hell's Kitchen i New York City, USA. New York sydede på det tidspunkt af punk rock og det, der senere blev kendt som new wave. Fripp hoppede på vognen og lavede indspilninger med Blondie og The Roches. Han havde nye ideer og tilføjede, hvad han havde oplevet i NYC til sine teknikker, f.eks. den teknik med båndløkker, som han udviklede sammen med Brian Eno, og som kaldes "Frippertronics".
Exposure er et disharmonisk værk – skiftevis skærende og roligt – som blander traditionelle sangstrukturer med diverse fundne objekter, sønderflængende vokaler og rodede guitarøvelser for dermed at give lytteren en enestående lydoplevelse, en forfriskende omgang storbyangst gennemsyret af tør humor. De fleste tekster er af Joanna Walton, en af Fripps bekendte som døde om bord på Pan Am Flight 103, ved sprængning i luften af terrorister over Lockerbie.
Fripp havde oprindeligt planer om, at albummet skulle være den tredje del af en trilogi, som skulle indspilles på samme tid i perioden 1977-1978 og omfatte Daryl Halls solodebutalbum og Peter Gabriels andet album, som Fripp havde været med på og produceret. Halls manager og pladeselskab var imod ideen, da man frygtede, at den musik, som Fripp og Hall lavede sammen, skulle skade Halls kommercielle appeal, og de insisterede på, at Hall, der var Fripps hovedsanger på albummet, skulle nævnes på lige fod med Fripp. I stedet brugte Fripp kun to sange med Hall på albummet og erstattede ham med Peter Hamill og Terre Roche på andre numre. Sangene "Urban Landscape" og "I May Not Have Had Enough of Me But I've Had Enough of You" er med på Halls album, den sidste sang under titlen "NYCNY" og med en anden tekst skrevet af Hall. Gabriels plade indeholder en udgave af "Exposure". "Here Comes the Flood" er med i en orkesterudgave på Gabriels første album.